# Ascaphidae
Ascaphidae é uma família de anfíbios da ordem Anura.
É caracterizada por possuir uma cauda, na verdade uma extensão da cloaca do macho.
Esta família contém dois géneros, um deles extinto.